# 戈羅熱涅
47°27′13″N 32°29′41″E / 47.45361°N 32.49472°E
戈羅熱涅（烏克蘭語：Горожене），是烏克蘭的村落，位於該國南部尼古拉耶夫州，由巴什坦卡區負責管轄，始建於1803年，面積0.17平方公里，海拔高度87米，2001年人口27，人口密度每平方公里158.8人。